# Chapiteau hathorique
Pour les articles homonymes, voir Chapiteau.
Le chapiteau hathorique est un élément architectural de l'art égyptien, coiffant les colonnes ou piliers d'édifices religieux dédiés à une forme divine féminine.
Ce type de chapiteau est dit hathorique en raison de l'aspect spécifique de ses faces sculptées à l'image du visage de la déesse Hathor ; deux ou quatre faces reproduisent ce visage féminin aux oreilles de vache, caractéristique de la déesse.
Les exemplaires les plus connus sont ceux du temple de Dendérah, mais d'autres sanctuaires dédiés à une divinité féminine en comportaient. On citera notamment le temple de Bastet à Bubastis, le temple rupestre de Néfertari à Abou Simbel, le temple d'Hathor de Deir el-Médineh, le temple de Nekhbet à El Kab ou encore le temple d'Hathor de Memphis.

## Photos

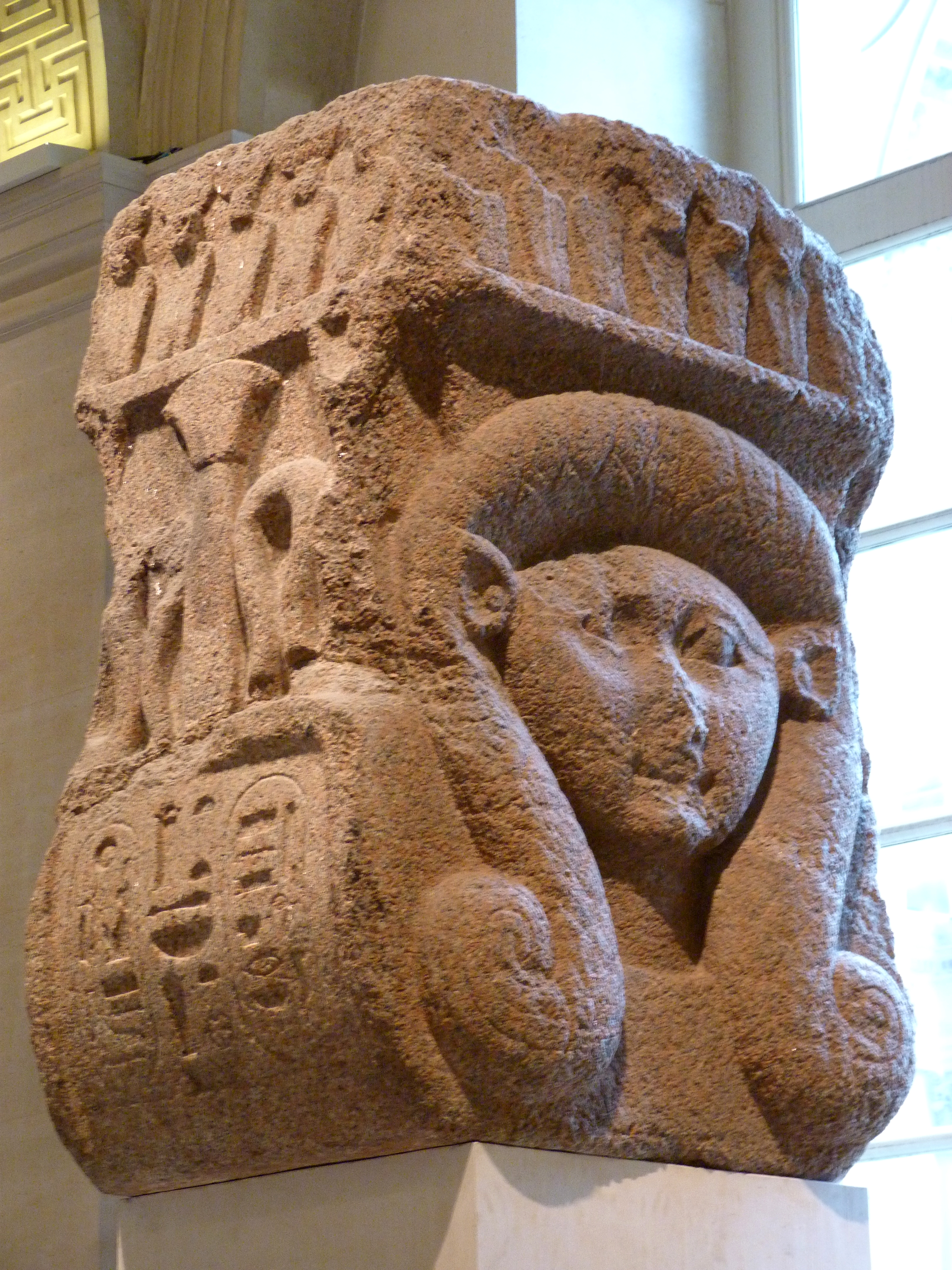
Chapiteau hathorique provenant de Bubastis
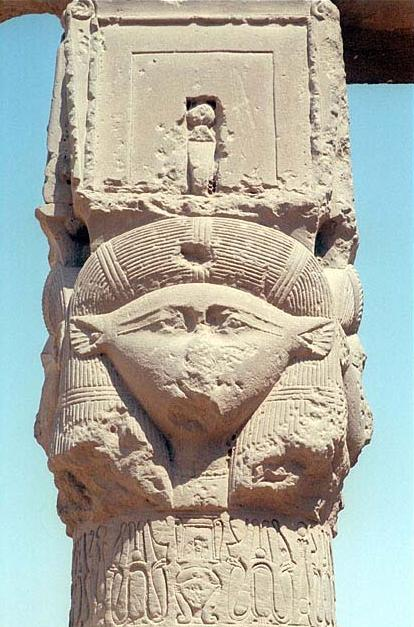
Chapiteau hathorique du kiosque du grand temple d'Hathor de Denderah
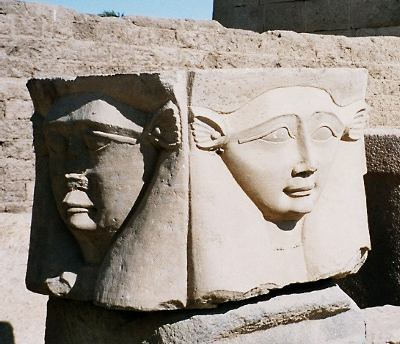
Chapiteau hathorique à Denderah
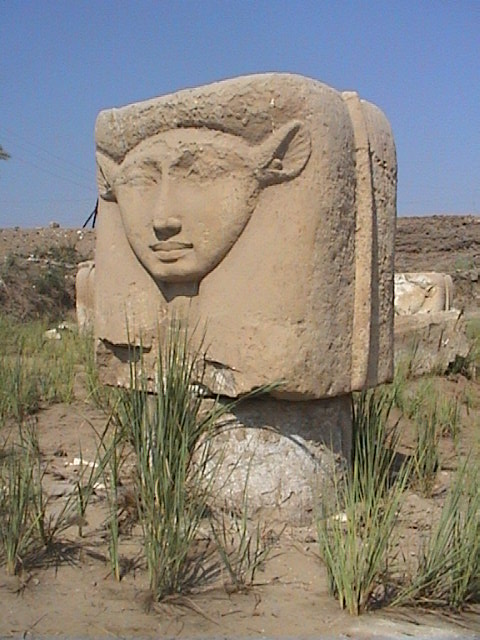
Vue d'un des chapiteaux hathoriques de la cour du temple d'Hathor de Memphis
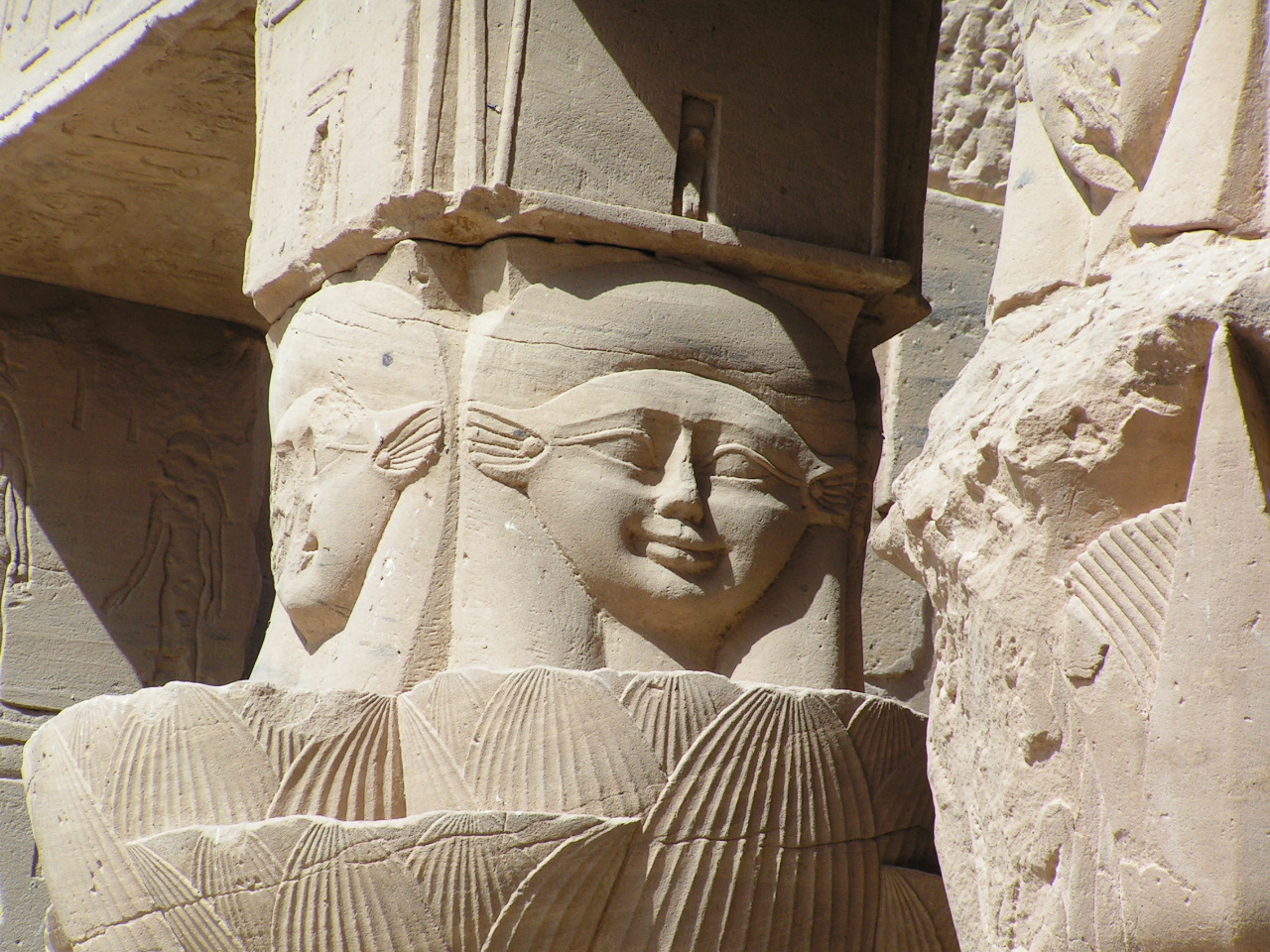
Chapiteau hathorique du mammisi du temple d'Isis à Philæ
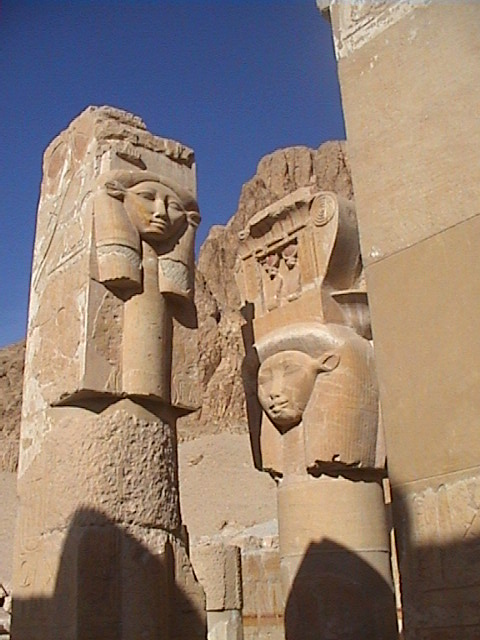
Chapiteaux hathoriques du temple d'Hathor à Deir el-Bahari